# Télévision au Royaume-Uni
 (novembre 2009).
Si vous disposez d'ouvrages ou d'articles de référence ou si vous connaissez des sites web de qualité traitant du thème abordé ici, merci de compléter l'article en donnant les références utiles à sa vérifiabilité et en les liant à la section « Notes et références ».
La télévision au Royaume-Uni regroupe les réseaux publics, en service depuis 1936, et les offres payantes par câble, satellite ou ADSL, pour une grande variété de chaînes thématiques (plus de 480). Le passage au numérique est en cours, pour un objectif d'arrêt de la télévision analogique en 2012.
La télévision britannique a une solide tradition de qualité et stabilité : depuis les années 1970, le paysage audiovisuel n'a pas beaucoup changé. Même s’il y a des chaînes privées, l’ensemble du système télévisuel a une « couleur » service public : les chaînes privées, jusqu’à aujourd’hui, s'autoréglementent et leurs objectifs sont définis et suivis. La télévision au Royaume-Uni est divisée en deux grandes parties : la BBC, et la télévision privée.

## Historique

### BBC
Il est impossible d'évoquer la télévision en Grande-Bretagne sans évoquer la BBC (British Broadcasting Corporation) qui symbolise à elle seule l'histoire de la télévision britannique. La BBC est un organe de production et de diffusion de programmes de radio-télévisions. Ayant son siège au Royaume-Uni, et financée par le gouvernement britannique, la BBC est une autorité administrative indépendante responsable des médias.
La BBC est le premier établissement de télévision qui s'est constitué dans le monde. Elle est créée en 1927 pour gérer les programmes de radiodiffusion. Elle est dirigée par un conseil de 12 gouverneurs nommés par le gouvernement.
En 1936 la BBC inaugure la diffusion d'un programme de télévision, elle diffuse douze heures de programmes par semaine dont des reportages en direct. En 1939, elle diffuse 20 heures de programme par semaine pour un parc de 20 000 postes de télévision dans Londres et ses environs. La Grande-Bretagne est alors le premier pays du monde en termes d’équipement individuel. Cette situation se poursuit après la Seconde Guerre mondiale et les services de la redevance enregistrent en 1954 3,2 millions de détenteurs de récepteurs. Avant la venue de ITV (Independent Television) en 1955 et de Independent Radio en 1973, elle détenait un monopole de diffusion.
En 1964, la BBC ouvre une deuxième chaîne, BBC Two. Puis, en 1972, un programme de radio commerciale. En 1983, Les recettes de la BBC proviennent pour 15 % de son activité d'éditeur de programmes. Le reste est fourni par la redevance (13 milliards de francs) en l'absence de recettes publicitaires.
Au début du XXIe siècle, la BBC reçoit environ 3,6 milliards de livres par année et, pour la période 2008-2009, ses revenus mondiaux ont été de 1 milliard de livres. C'est la plus puissante société de diffusion au monde en termes de revenu brut et de téléspectateurs.

## Fournisseurs
Le paysage audiovisuel britannique de décompose en deux types de fournisseurs (publics et payants), dont la quasi-totalité diffuse en numérique.
| Fournisseur           | Année     | Gratuit ou payant | Nombre de chaînes      | Transmission                | VOD | HD | Red button |
| --------------------- | --------- | ----------------- | ---------------------- | --------------------------- | --- | -- | ---------- |
| Télévision analogique | 1964–2012 | Gratuit           | 5+                     | Analogique terrestre        | ❌  | ❌ | ❌         |
| BT Vision             | 2006-     | Payant            | 3                      | ADSL et numérique terrestre | ✔️  | ❌ | ✔️         |
| Freesat               | 2007-     | Gratuit           | 115 (TV) 38 (radio)    | Numérique par satellite     | ✔️  | ✔️ | ✔️         |
| Freesat from Sky      | 1998-     | Gratuit + PPV     | 240+ (TV) 80+ (radio)  | Numérique par satellite     | ❌  | ✔️ | ✔️         |
| Freeview              | 2002-     | Gratuit           | 50+ (TV) 24 (radio)    | Numérique terrestre         | ❌  | ✔️ | ✔️         |
| Sky TV                | 1998-     | Payant            | 400+ (TV) 160+ (radio) | Numérique par satellite     | ✔️  | ✔️ | ✔️         |
| Top Up TV             | 2004-2013 | Payant            | 10                     | Numérique terrestre         | ✔️  | ❌ | ✔️         |
| Virgin TV             | 2006-     | Payant            | 250+ (TV) 35+ (radio)  | Numérique par le câble      | ✔️  | ✔️ | ✔️         |

|         | Type     | Pourcentage | Ménages                                                                    | Fournisseurs                                                         |
| ------- | -------- | ----------- | -------------------------------------------------------------------------- | -------------------------------------------------------------------- |
|         | Gratuite | 50,4 %      | 13 033 440                                                                 | Freesat, Freesat from Sky, Freeview, télévision analogique terrestre |
| Payante | 49,6 %   | 12 826 560  | Sky TV, Smallworld Cable, TalkTalk TV, Top Up TV, Virgin Media, Wightcable |                                                                      |

|                            | Type                | Pourcentage | Ménages                                    | Fournisseurs                              |
| -------------------------- | ------------------- | ----------- | ------------------------------------------ | ----------------------------------------- |
|                            | Terrestre (gratuit) | 47,6 %      | 12 300 000                                 | télévision analogique terrestre, Freeview |
| Satellite (gratuit/payant) | 37,1 %              | 9 600 000   | Freesat, Freesat from Sky, Sky TV          |                                           |
| Câble (payant)             | 12,0 %              | 3 100 000   | Smallworld Cable, Virgin Media, Wightcable |                                           |
| Autres                     | 3,3 %               | 860 000     | BT Vision, TalkTalk TV, Top Up TV          |                                           |

### Télévision analogique
En « VHF 405 Line Monochrome » à partir de 1936, les transmissions sont émises par la BBC en Band I, puis en Band III en 1955. Elles sont administrées par l'Independent Television Authority.
Le 1er juillet 1967, la BBC introduit la télévision en couleur via les premiers émetteurs équipés. La BBC2 est la première concernée par le passage à la couleur. La BBC1 et ITV passent à la couleur en 1969 .
| N° de chaîne | Nom                                               | Fournisseur                         | Variations régionales   | Date de lancement         | Date de lancement en UHF |
| ------------ | ------------------------------------------------- | ----------------------------------- | ----------------------- | ------------------------- | ------------------------ |
| 1            | BBC One                                           | BBC                                 | 18                      | 2 nov 1936                | 15 nov 1969              |
| 2            | BBC Two                                           | BBC                                 | 4                       |                           | 20 avr 1964              |
| 3            | ITV                                               | ITV Network Ltd                     | 17 (14 ITV1, 2 STV UTV) | 22 sep 1955 – 14 sep 1962 | 15 nov 1969              |
| 4            | Channel 4 (Angleterre, Écosse et Irlande du Nord) | Channel Four Television Corporation | 6                       |                           | 2 Nov 1982               |
| 4            | S4C (Pays de Galles)                              | Welsh Fourth Channel Authority      | 1                       |                           | 1 Nov 1982               |
| 5            | Channel 5                                         | Viacom                              | 4                       |                           | 30 Mar 1997              |
| 6            | Chaînes ayant la Restricted Service Licence       | Plusieurs                           | ~ 18                    |                           | Depuis oct 1998          |

### Télévision numérique
La télévision numérique a été lancée pour la première fois en 1998 comme un service payant nommé ONdigital. Depuis octobre 2002, le principal fournisseur de télévision numérique est Freeview (avec Top Up TV et ESPN pour les services payants).
Freeview propose plus de quarante chaînes de télévision et une trentaine de chaînes de radio.

### Télévision par câble
Il y a trois fournisseurs de télévision par câble, ciblant différentes régions du territoire britannique. La transmission se fait par les lignes téléphoniques et à haut-débit.
| Fournisseur      | Régions                                         | Prix                                                  |
| ---------------- | ----------------------------------------------- | ----------------------------------------------------- |
| Smallworld Cable | Sud-est de l’Écosse et nord-est de l'Angleterre | de £10,50 à £80 par mois                              |
| WightCable       | Île de Wight                                    |                                                       |
| Virgin Media     | disponible chez 55 % des ménages                | de £11 à £30,50 par mois (+ si services additionnels) |

Virgin est le seul fournisseur qui propose un service haute-définition et vidéo à la demande.

### Télévision par satellite
Il y a trois fournisseurs de télévision par satellite.
| Fournisseur      | Propriétaire             | Prix                               | Contenu                                                                                                 | Contenus additionnels payants                                 |
| ---------------- | ------------------------ | ---------------------------------- | --- | ------------------------------------------------------------- |
| Sky TV           | British Sky Broadcasting | de £20 à £52 par mois              | Large bouquet satellite                                                                                 | Sky+ et Sky+HD, magnétoscope numérique, HD, VOD (Sky Anytime) |
| Freesat from Sky | British Sky Broadcasting | gratuit, carte d'accès payante £25 | Donne accès à n'importe quelle chaîne diffusée au Royaume-Uni                                           |                                                               |
| Freesat          | BBC et ITV               | gratuit                            | Donne accès à n'importe quelle chaîne diffusée au Royaume-Uni sauf certaines chaînes cryptées de Sky TV | HD, VOD (BBC iPlayer et ITV Player)                           |

### Télévision par ADSL
Il y a trois fournisseurs de Télévision IP : BT Vision, Freewire et TalkTalk TV en plus de la télévision par fournisseur d'accès à Internet.

## Chaînes de télévision
|  |  |

Parts d'audiences combinées par compagnie de télévision en 2008.

- BBC (British Broadcasting Corporation) :

- ITV (Independent Television) : née en 1954, c'est la première chaîne privée au Royaume-Uni. C'est le début en Europe de l'ère de la télévision privée commerciale. Quatorze sociétés régionales financées par la publicité gèrent séparément ou ensemble leurs programmes. L'information est produite par deux sociétés filiales indépendantes. ITV est le réseau privé britannique le plus populaire.

- Channel 4 : En novembre 1982, les 15 sociétés du réseau ITV ont créé la seconde chaîne privée Channel Four, financée par la publicité et par une contribution des 15 stations du réseau ITV (17 % des ressources totales d’ITV, au prorata de leurs revenus respectifs). Channel 4 émet sur le plan national. Sa mission est de diffuser des programmes de qualité, complémentaires de ceux d’ITV.

- Channel 5 : autrefois appelée Five, c'est la cinquième chaîne de télévision nationale britannique. À la différence des quatre autres canaux analogiques britannique, la chaîne ne peut être reçue dans beaucoup de secteurs, notamment la côte sud de l'Angleterre, où le signal interférerait avec les signaux des stations de télévision françaises. La chaîne est disponible sur toutes les plates-formes numériques (satellite, TNT et câble) et fut la première chaîne terrestre britannique diffusée par satellite. En octobre 2009, à la suite de la baisse des recettes publicitaires, Five envisage de devenir une chaîne payante sur la TNT et le satellite.

- BSkyB (British Sky Broadcasting Group plc) est un opérateur de télévision par satellite britannique qui a été créé en 1990 par fusion de Sky Television et British Satellite Broadcasting. Le groupe Murdoch est son principal actionnaire. En 2005, BSkyB commercialise le bouquet satellite le plus populaire au Royaume-Uni et en Irlande : Sky Digital. BSkyB est aussi l’éditeur de certaines chaînes de son bouquet. En 2005, BSkyB compte 11 659 000 clients. Le groupe BSkyB a annoncé qu'il allait lancer une chaîne de télévision en 3D dès 2010, une première en Europe. Cette chaîne diffusera des programmes et des films en 3D relief.